# Astragalus gypsodes
Astragalus gypsodes är en ärtväxtart som beskrevs av Rupert Charles Barneby. Astragalus gypsodes ingår i släktet vedlar, och familjen ärtväxter. Inga underarter finns listade i Catalogue of Life.